# スコットランド対ウェールズのラグビーテストマッチ
この項目では、ラグビーユニオンにおいてスコットランド代表とウェールズ代表が対戦したテストマッチについて述べる。この両チームはこれまでに125試合対戦しており、結果はウェールズの73勝49敗3分である。
両チームの初対戦は1883年1月8日、スコットランドのエディンバラにあるレイバーン・プレイスで、"ホーム・ネイションズ・チャンピオンシップ" のなかの一戦として行われた。これは両チームにイングランド代表とアイルランド代表を加えたブリテン諸島4チームによる対抗戦である。この対抗戦が始まる前から、イングランド代表対スコットランド代表やアイルランド代表対ウェールズ代表などの試合は行われていたが、スコットランド代表とウェールズ代表との対戦は実現していなかった。初対戦の結果は、スコットランド代表が9-3で勝利した。
最初の10年間はスコットランド代表が8勝1敗1分と圧倒していたが、力をつけたウェールズ代表も次第に勝つようになる。この対抗戦は必ずしも総当たり戦とはならないため、1897年・1898年には両チームの対戦が行われないこともあった。また第一次世界大戦および第二次世界大戦による対抗戦中断期間もあった。それでもこの対抗戦は、現在ではフランス代表とイタリア代表も加わって "シックス・ネイションズ" となり、スコットランド代表とウェールズ代表との対戦も現在までこのなかの一カードとして続いている。現在ではウェールズ代表がスコットランド代表に勝ち越している。
1998年の試合はイングランドのウェンブリー・スタジアムで開催されたが、これはウェールズがホームスタジアムを建て替え中だったためである。また2003年にはシックス・ネイションズ以外にもう1試合開催されたが、これは同年のワールドカップへ向けての調整のためのテストマッチだった。
2018年以降勝者にはドッディ・ウィアーカップが授与されている。

## 対戦結果
| No. | 開催日         | 開催地                       | 勝利チーム     | スコア | 敗戦チーム     | 大会                   |
| --- | -------------- | ---------------------------- | -------------- | ------ | -------------- | ---------------------- |
| 1   | 1883年01月08日 | レイバーン・プレイス         | スコットランド | 9-3    | ウェールズ     | ホーム・ネイションズ   |
| 2   | 1884年01月12日 | ロドニー・パレード           | スコットランド | 4-0    | ウェールズ     | ホーム・ネイションズ   |
| 3   | 1885年01月10日 | ハミルトン・クレッセント     | 引き分け       | 0-0    | 引き分け       | ホーム・ネイションズ   |
| 4   | 1886年01月09日 | カーディフ・アームズ・パーク | スコットランド | 7-0    | ウェールズ     | ホーム・ネイションズ   |
| 5   | 1887年02月26日 | レイバーン・プレイス         | スコットランド | 20-0   | ウェールズ     | ホーム・ネイションズ   |
| 6   | 1888年02月04日 | ロドニー・パレード           | ウェールズ     | 1-0    | スコットランド | ホーム・ネイションズ   |
| 7   | 1889年02月02日 | レイバーン・プレイス         | スコットランド | 2-0    | ウェールズ     | ホーム・ネイションズ   |
| 8   | 1890年02月01日 | カーディフ・アームズ・パーク | スコットランド | 8-2    | ウェールズ     | ホーム・ネイションズ   |
| 9   | 1891年02月07日 | レイバーン・プレイス         | スコットランド | 15-0   | ウェールズ     | ホーム・ネイションズ   |
| 10  | 1892年02月06日 | セントヘレンズ・グラウンド   | スコットランド | 7-2    | ウェールズ     | ホーム・ネイションズ   |
| 11  | 1893年02月04日 | レイバーン・プレイス         | ウェールズ     | 9-0    | スコットランド | ホーム・ネイションズ   |
| 12  | 1894年02月03日 | ロドニー・パレード           | ウェールズ     | 7-0    | スコットランド | ホーム・ネイションズ   |
| 13  | 1895年01月26日 | レイバーン・プレイス         | スコットランド | 5-4    | ウェールズ     | ホーム・ネイションズ   |
| 14  | 1896年01月25日 | カーディフ・アームズ・パーク | ウェールズ     | 6-0    | スコットランド | ホーム・ネイションズ   |
| 15  | 1899年03月04日 | Inverleith                   | スコットランド | 21-10  | ウェールズ     | ホーム・ネイションズ   |
| 16  | 1900年01月27日 | セントヘレンズ・グラウンド   | ウェールズ     | 12-3   | スコットランド | ホーム・ネイションズ   |
| 17  | 1901年02月09日 | Inverleith                   | スコットランド | 18-8   | ウェールズ     | ホーム・ネイションズ   |
| 18  | 1902年02月01日 | カーディフ・アームズ・パーク | ウェールズ     | 14-5   | スコットランド | ホーム・ネイションズ   |
| 19  | 1903年02月07日 | Inverleith                   | スコットランド | 6-0    | ウェールズ     | ホーム・ネイションズ   |
| 20  | 1904年02月06日 | セントヘレンズ・グラウンド   | ウェールズ     | 21-3   | スコットランド | ホーム・ネイションズ   |
| 21  | 1905年02月04日 | Inverleith                   | ウェールズ     | 6-3    | スコットランド | ホーム・ネイションズ   |
| 22  | 1906年02月03日 | カーディフ・アームズ・パーク | ウェールズ     | 9-3    | スコットランド | ホーム・ネイションズ   |
| 23  | 1907年02月02日 | Inverleith                   | スコットランド | 6-3    | ウェールズ     | ホーム・ネイションズ   |
| 24  | 1908年02月01日 | セントヘレンズ・グラウンド   | ウェールズ     | 6-5    | スコットランド | ホーム・ネイションズ   |
| 25  | 1909年02月06日 | Inverleith                   | ウェールズ     | 5-3    | スコットランド | ホーム・ネイションズ   |
| 26  | 1910年02月05日 | カーディフ・アームズ・パーク | ウェールズ     | 14-0   | スコットランド | ファイブ・ネイションズ |
| 27  | 1911年02月04日 | Inverleith                   | ウェールズ     | 32-10  | スコットランド | ファイブ・ネイションズ |
| 28  | 1912年02月03日 | セントヘレンズ・グラウンド   | ウェールズ     | 21-6   | スコットランド | ファイブ・ネイションズ |
| 29  | 1913年02月01日 | Inverleith                   | ウェールズ     | 8-0    | スコットランド | ファイブ・ネイションズ |
| 30  | 1914年02月07日 | カーディフ・アームズ・パーク | ウェールズ     | 24-5   | スコットランド | ファイブ・ネイションズ |
| 31  | 1920年02月07日 | Inverleith                   | スコットランド | 9-5    | ウェールズ     | ファイブ・ネイションズ |
| 32  | 1921年02月05日 | セントヘレンズ・グラウンド   | スコットランド | 14-8   | ウェールズ     | ファイブ・ネイションズ |
| 33  | 1922年02月04日 | Inverleith                   | 引き分け       | 9-9    | 引き分け       | ファイブ・ネイションズ |
| 34  | 1923年02月03日 | カーディフ・アームズ・パーク | スコットランド | 11-8   | ウェールズ     | ファイブ・ネイションズ |
| 35  | 1924年02月02日 | Inverleith                   | スコットランド | 35-10  | ウェールズ     | ファイブ・ネイションズ |
| 36  | 1925年02月07日 | セントヘレンズ・グラウンド   | スコットランド | 24-14  | ウェールズ     | ファイブ・ネイションズ |
| 37  | 1926年02月06日 | マレーフィールド・スタジアム | スコットランド | 8-5    | ウェールズ     | ファイブ・ネイションズ |
| 38  | 1927年02月05日 | カーディフ・アームズ・パーク | スコットランド | 5-0    | ウェールズ     | ファイブ・ネイションズ |
| 39  | 1928年02月04日 | マレーフィールド・スタジアム | ウェールズ     | 13-0   | スコットランド | ファイブ・ネイションズ |
| 40  | 1929年02月02日 | セントヘレンズ・グラウンド   | ウェールズ     | 14-7   | スコットランド | ファイブ・ネイションズ |
| 41  | 1930年02月01日 | マレーフィールド・スタジアム | スコットランド | 12-9   | ウェールズ     | ファイブ・ネイションズ |
| 42  | 1931年02月07日 | カーディフ・アームズ・パーク | ウェールズ     | 13-8   | スコットランド | ファイブ・ネイションズ |
| 43  | 1932年02月06日 | マレーフィールド・スタジアム | ウェールズ     | 6-0    | スコットランド | ホーム・ネイションズ   |
| 44  | 1933年02月04日 | セントヘレンズ・グラウンド   | スコットランド | 11-3   | ウェールズ     | ホーム・ネイションズ   |
| 45  | 1934年02月03日 | マレーフィールド・スタジアム | ウェールズ     | 13-6   | スコットランド | ホーム・ネイションズ   |
| 46  | 1935年02月02日 | カーディフ・アームズ・パーク | ウェールズ     | 10-6   | スコットランド | ホーム・ネイションズ   |
| 47  | 1936年02月01日 | マレーフィールド・スタジアム | ウェールズ     | 13-3   | スコットランド | ホーム・ネイションズ   |
| 48  | 1937年02月06日 | セントヘレンズ・グラウンド   | スコットランド | 13-6   | ウェールズ     | ホーム・ネイションズ   |
| 49  | 1938年02月05日 | マレーフィールド・スタジアム | スコットランド | 8-6    | ウェールズ     | ホーム・ネイションズ   |
| 50  | 1939年02月04日 | カーディフ・アームズ・パーク | ウェールズ     | 11-3   | スコットランド | ホーム・ネイションズ   |
| 51  | 1947年02月01日 | マレーフィールド・スタジアム | ウェールズ     | 22-8   | スコットランド | ファイブ・ネイションズ |
| 52  | 1948年02月07日 | カーディフ・アームズ・パーク | ウェールズ     | 14-0   | スコットランド | ファイブ・ネイションズ |
| 53  | 1949年02月05日 | マレーフィールド・スタジアム | スコットランド | 6-5    | ウェールズ     | ファイブ・ネイションズ |
| 54  | 1950年02月04日 | セントヘレンズ・グラウンド   | ウェールズ     | 12-0   | スコットランド | ファイブ・ネイションズ |
| 55  | 1951年02月03日 | マレーフィールド・スタジアム | スコットランド | 19-0   | ウェールズ     | ファイブ・ネイションズ |
| 56  | 1952年02月02日 | カーディフ・アームズ・パーク | ウェールズ     | 11-0   | スコットランド | ファイブ・ネイションズ |
| 57  | 1953年02月07日 | マレーフィールド・スタジアム | ウェールズ     | 12-0   | スコットランド | ファイブ・ネイションズ |
| 58  | 1954年04月10日 | セントヘレンズ・グラウンド   | ウェールズ     | 15-3   | スコットランド | ファイブ・ネイションズ |
| 59  | 1955年02月05日 | マレーフィールド・スタジアム | スコットランド | 14-8   | ウェールズ     | ファイブ・ネイションズ |
| 60  | 1956年02月04日 | カーディフ・アームズ・パーク | ウェールズ     | 9-3    | スコットランド | ファイブ・ネイションズ |
| 61  | 1957年02月02日 | マレーフィールド・スタジアム | スコットランド | 9-6    | ウェールズ     | ファイブ・ネイションズ |
| 62  | 1958年02月01日 | カーディフ・アームズ・パーク | ウェールズ     | 8-3    | スコットランド | ファイブ・ネイションズ |
| 63  | 1959年02月07日 | マレーフィールド・スタジアム | スコットランド | 6-5    | ウェールズ     | ファイブ・ネイションズ |
| 64  | 1960年02月06日 | カーディフ・アームズ・パーク | ウェールズ     | 8-0    | スコットランド | ファイブ・ネイションズ |
| 65  | 1961年02月11日 | マレーフィールド・スタジアム | スコットランド | 3-0    | ウェールズ     | ファイブ・ネイションズ |
| 66  | 1962年02月03日 | カーディフ・アームズ・パーク | スコットランド | 8-3    | ウェールズ     | ファイブ・ネイションズ |
| 67  | 1963年02月02日 | マレーフィールド・スタジアム | ウェールズ     | 6-0    | スコットランド | ファイブ・ネイションズ |
| 68  | 1964年02月01日 | カーディフ・アームズ・パーク | ウェールズ     | 11-3   | スコットランド | ファイブ・ネイションズ |
| 69  | 1965年02月06日 | マレーフィールド・スタジアム | ウェールズ     | 14-12  | スコットランド | ファイブ・ネイションズ |
| 70  | 1966年02月05日 | カーディフ・アームズ・パーク | ウェールズ     | 8-3    | スコットランド | ファイブ・ネイションズ |
| 71  | 1967年02月04日 | マレーフィールド・スタジアム | スコットランド | 11-5   | ウェールズ     | ファイブ・ネイションズ |
| 72  | 1968年02月03日 | カーディフ・アームズ・パーク | ウェールズ     | 5-0    | スコットランド | ファイブ・ネイションズ |
| 73  | 1969年02月01日 | マレーフィールド・スタジアム | ウェールズ     | 17-3   | スコットランド | ファイブ・ネイションズ |
| 74  | 1970年02月07日 | カーディフ・アームズ・パーク | ウェールズ     | 18-9   | スコットランド | ファイブ・ネイションズ |
| 75  | 1971年02月06日 | マレーフィールド・スタジアム | ウェールズ     | 19-18  | スコットランド | ファイブ・ネイションズ |
| 76  | 1972年02月05日 | カーディフ・アームズ・パーク | ウェールズ     | 35-12  | スコットランド | ファイブ・ネイションズ |
| 77  | 1973年02月03日 | マレーフィールド・スタジアム | スコットランド | 10-9   | ウェールズ     | ファイブ・ネイションズ |
| 78  | 1974年01月19日 | カーディフ・アームズ・パーク | ウェールズ     | 6-0    | スコットランド | ファイブ・ネイションズ |
| 79  | 1975年03月01日 | マレーフィールド・スタジアム | スコットランド | 12-10  | ウェールズ     | ファイブ・ネイションズ |
| 80  | 1976年02月07日 | カーディフ・アームズ・パーク | ウェールズ     | 28-6   | スコットランド | ファイブ・ネイションズ |
| 81  | 1977年03月19日 | マレーフィールド・スタジアム | ウェールズ     | 18-9   | スコットランド | ファイブ・ネイションズ |
| 82  | 1978年02月18日 | カーディフ・アームズ・パーク | ウェールズ     | 22-14  | スコットランド | ファイブ・ネイションズ |
| 83  | 1979年01月20日 | マレーフィールド・スタジアム | ウェールズ     | 19-13  | スコットランド | ファイブ・ネイションズ |
| 84  | 1980年03月01日 | カーディフ・アームズ・パーク | ウェールズ     | 17-6   | スコットランド | ファイブ・ネイションズ |
| 85  | 1981年02月07日 | マレーフィールド・スタジアム | スコットランド | 15-6   | ウェールズ     | ファイブ・ネイションズ |
| 86  | 1982年03月20日 | カーディフ・アームズ・パーク | スコットランド | 34-18  | ウェールズ     | ファイブ・ネイションズ |
| 87  | 1983年02月19日 | マレーフィールド・スタジアム | ウェールズ     | 19-15  | スコットランド | ファイブ・ネイションズ |
| 88  | 1984年01月21日 | カーディフ・アームズ・パーク | スコットランド | 15-9   | ウェールズ     | ファイブ・ネイションズ |
| 89  | 1985年03月02日 | マレーフィールド・スタジアム | ウェールズ     | 25-21  | スコットランド | ファイブ・ネイションズ |
| 90  | 1986年02月01日 | カーディフ・アームズ・パーク | ウェールズ     | 22-15  | スコットランド | ファイブ・ネイションズ |
| 91  | 1987年03月21日 | マレーフィールド・スタジアム | スコットランド | 21-15  | ウェールズ     | ファイブ・ネイションズ |
| 92  | 1988年02月20日 | カーディフ・アームズ・パーク | ウェールズ     | 25-20  | スコットランド | ファイブ・ネイションズ |
| 93  | 1989年01月21日 | マレーフィールド・スタジアム | スコットランド | 23-7   | ウェールズ     | ファイブ・ネイションズ |
| 94  | 1990年03月03日 | カーディフ・アームズ・パーク | スコットランド | 13-9   | ウェールズ     | ファイブ・ネイションズ |
| 95  | 1991年02月02日 | マレーフィールド・スタジアム | スコットランド | 32-12  | ウェールズ     | ファイブ・ネイションズ |
| 96  | 1992年03月21日 | カーディフ・アームズ・パーク | ウェールズ     | 15-12  | スコットランド | ファイブ・ネイションズ |
| 97  | 1993年02月20日 | マレーフィールド・スタジアム | スコットランド | 20-0   | ウェールズ     | ファイブ・ネイションズ |
| 98  | 1994年01月15日 | カーディフ・アームズ・パーク | ウェールズ     | 29-6   | スコットランド | ファイブ・ネイションズ |
| 99  | 1995年03月04日 | マレーフィールド・スタジアム | スコットランド | 26-13  | ウェールズ     | ファイブ・ネイションズ |
| 100 | 1996年02月17日 | カーディフ・アームズ・パーク | スコットランド | 16-14  | ウェールズ     | ファイブ・ネイションズ |
| 101 | 1997年01月18日 | マレーフィールド・スタジアム | ウェールズ     | 34-19  | スコットランド | ファイブ・ネイションズ |
| 102 | 1998年03月07日 | ウェンブリー・スタジアム     | ウェールズ     | 19-13  | スコットランド | ファイブ・ネイションズ |
| 103 | 1999年02月06日 | マレーフィールド・スタジアム | スコットランド | 33-20  | ウェールズ     | ファイブ・ネイションズ |
| 104 | 2000年03月18日 | ミレニアム・スタジアム       | ウェールズ     | 26-18  | スコットランド | シックス・ネイションズ |
| 105 | 2001年02月17日 | マレーフィールド・スタジアム | 引き分け       | 28-28  | 引き分け       | シックス・ネイションズ |
| 106 | 2002年04月06日 | ミレニアム・スタジアム       | スコットランド | 27-22  | ウェールズ     | シックス・ネイションズ |
| 107 | 2003年03月08日 | マレーフィールド・スタジアム | スコットランド | 30-22  | ウェールズ     | シックス・ネイションズ |
| 108 | 2003年08月30日 | ミレニアム・スタジアム       | ウェールズ     | 23-9   | スコットランド |                        |
| 109 | 2004年02月14日 | ミレニアム・スタジアム       | ウェールズ     | 23-10  | スコットランド | シックス・ネイションズ |
| 110 | 2005年03月13日 | マレーフィールド・スタジアム | ウェールズ     | 46-22  | スコットランド | シックス・ネイションズ |
| 111 | 2006年02月12日 | ミレニアム・スタジアム       | ウェールズ     | 28-18  | スコットランド | シックス・ネイションズ |
| 112 | 2007年02月10日 | マレーフィールド・スタジアム | スコットランド | 21-9   | ウェールズ     | シックス・ネイションズ |
| 113 | 2008年02月09日 | ミレニアム・スタジアム       | ウェールズ     | 30-15  | スコットランド | シックス・ネイションズ |
| 114 | 2009年02月08日 | マレーフィールド・スタジアム | ウェールズ     | 26-13  | スコットランド | シックス・ネイションズ |
| 115 | 2010年02月13日 | ミレニアム・スタジアム       | ウェールズ     | 31-24  | スコットランド | シックス・ネイションズ |
| 116 | 2011年02月12日 | マレーフィールド・スタジアム | ウェールズ     | 24-6   | スコットランド | シックス・ネイションズ |
| 117 | 2012年02月12日 | ミレニアム・スタジアム       | ウェールズ     | 27-13  | スコットランド | シックス・ネイションズ |
| 118 | 2013年03月09日 | マレーフィールド・スタジアム | ウェールズ     | 28-18  | スコットランド | シックス・ネイションズ |
| 119 | 2014年03月15日 | ミレニアム・スタジアム       | ウェールズ     | 51-3   | スコットランド | シックス・ネイションズ |
| 120 | 2015年02月15日 | マレーフィールド・スタジアム | ウェールズ     | 26-23  | スコットランド | シックス・ネイションズ |
| 121 | 2016年02月13日 | ミレニアム・スタジアム       | ウェールズ     | 27-23  | スコットランド | シックス・ネイションズ |
| 122 | 2017年02月25日 | マレーフィールド・スタジアム | スコットランド | 29-13  | ウェールズ     | シックス・ネイションズ |
| 123 | 2018年02月03日 | ミレニアム・スタジアム       | ウェールズ     | 34-7   | スコットランド | シックス・ネイションズ |
| 124 | 2018年11月03日 | ミレニアム・スタジアム       | ウェールズ     | 21-10  | スコットランド |                        |
| 125 | 2019年03月09日 | マレーフィールド・スタジアム | ウェールズ     | 18-11  | スコットランド | シックス・ネイションズ |